# Wacław Piotrowski (malarz)
Wacław Piotrowski (ur. 4 września 1887 w Warszawie, zm. 2 czerwca 1967 tamże) – malarz polski (portrecista, pejzażysta, rysownik).

## Życiorys
Urodził się 4 września 1887 w Warszawie, w rodzinie Jana i Rozalii z Górnickich. Ukończył szkołę średnią, Szkołę Rysunkową, a w latach 1907–1911 studiował w Warszawskiej Szkole Sztuk Pięknych przy ulicy Hożej, początkowo rzeźbę pod kierunkiem Xawerego Dunikowskiego, a następnie malarstwo pod kierunkiem Kazimierza Stabrowskiego, Konrada Krzyżanowskiego, Edwarda Trojanowskiego i Stanisława Lentza.
Od debiutu wystawowego w roku 1910, był (do 1939), stałym uczestnikiem wystaw i salonów Towarzystwa Zachęty Sztuk Pięknych w Warszawie.
W latach 1919–1922 przebywał we Francji, głównie w Paryżu, gdzie brał udział w salonach i wystawach organizowanych przez Société des Artistes Français oraz Société Nationale des Beaux Arts. W tym samym roku wziął udział w wystawie The International Society of Sculptors, Painters and Gravers w Londynie. W 1921 miał indywidualną wystawę w Paryżu w Galerie Devambez, z którą był wtedy związany kontraktem.
Później malował pejzaże w Neapolu (1924) i Wenecji (1924–1926).
Był portrecistą. W kilku okresach swego życia malował olejne i akwarelowe pejzaże oraz szkice piórkiem z natury, jednak stanowiły one margines jego ulubionej działalności artystycznej, jaką był portret psychologiczny. Na płótnie i kartonie utrwalał zakątki i mury warszawskiego Starego Miasta, pałace, pomniki i drzewa Łazienek oraz Wilanowa. Ale przede wszystkim malował portrety, w tym także portrety ubogich mieszkańców stolicy – woźnych, posłańców, praczek, żebraków i mieszkańców domów noclegowych.
Na przełomie lat 20. i 30. XX wieku znane były i często reprodukowane w polskiej prasie dwa jego portrety sportowe: Stefana Kostrzewskiego w trakcie biegu przez płotki (olej) oraz Haliny Konopackiej podczas pchnięcia kulą (rysunek węglem). Oba portrety były eksponowane w Amsterdamie, w tamtejszym muzeum miejskim, na wystawie Sport w malarstwie, towarzyszącej IX Igrzyskom Olimpijskim w Amsterdamie w 1928 roku.
W 1928 za obraz Łobuzy otrzymał nagrodę m. st. Warszawy, w 1933 za Autoportret medal srebrny Zachęty, w 1936 za obraz Glinka nagrodę im. Marii Lenckiej, w 1937 za obraz Vanitas Vanitatum i w 1938 za Autoportret nagrody Ministra Spraw Zagranicznych.
Jego obrazy znajdują się w zbiorach Muzeum Narodowego w Warszawie, Muzeum Narodowego w Krakowie, Muzeum Sportu i Turystyki w Warszawie, Ministerstwa Kultury i Sztuki, a rysunki w Gabinecie Rycin Biblioteki Uniwersytetu Warszawskiego.
Od 28 maja 1922 był mężem Lucyny Kasztelanic.